# ولفگانگ استودینگر

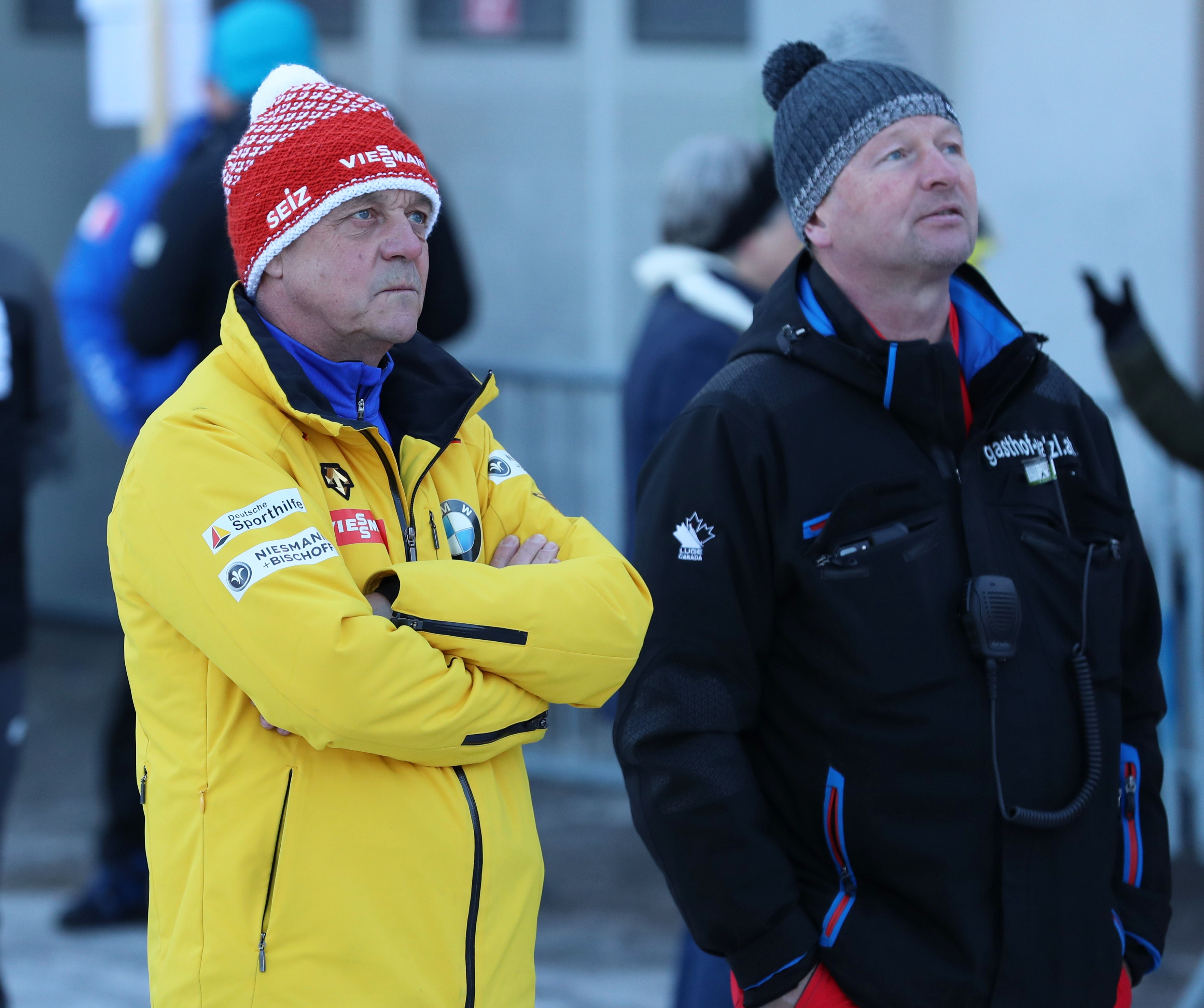
ولفگانگ استودینگر با لباس مشکی در سال ۲۰۱۸

ولفگانگ استودینگر (انگلیسی: Wolfgang Staudinger؛ زادهٔ ۸ سپتامبر ۱۹۶۳) لژسوار اهل آلمان است.